# 熊谷久虎
熊谷久虎（1904年3月8日—1986年5月22日）是一位日本電影導演，畢業於大分高等商業学校。1925年加入日活。後來成為田坂具隆的助理。1938年加入東宝映画。1941年後熊谷久虎離開電影界，並且創辦了國粹主義團體「苏美尔塾」。在日本戰敗前，熊谷久虎曾發起九州独立運動。1953年，熊谷久虎時隔12年後再次執導電影《白魚》。其代表作有《苍氓》、《阿部一族》、《上海陸戰隊》。女演員原節子是熊谷久虎妻子的妹妹。

## 作品
- 三家庭（日语：三家庭）（1934年）
- 苍氓（1937年）
- 阿部一族（日语：阿部一族）（1938年）
- 上海陸戰隊（1939年）
- 指導物語（日语：指導物語）（1941年）
- 東京恋人（日语：東京の恋人 (1952年の映画)）（1952年）
- 白魚（1953年）
- 智恵子抄（日语：智恵子抄）（1957年）

## 外部連結
- 熊谷久虎 - allcinema
- 熊谷久虎 - KINENOTE
- 日本電影數據庫（JMDb）上熊谷久虎的資料（日語）